# Real Conservatorio de Música María Cristina
El Real Conservatorio de Música María Cristiana es un edificio público catalogado como Bien de Interés Cultural situado en Málaga, antiguo conservatorio de música de Málaga. Actualmente aloja la Sala María Cristina, gestionada por la Fundación Unicaja. El edificio se encuentra entre la calle Marqués de Valdecañas y la plaza de San Francisco del barrio de La Goleta en el Distrito Centro y cuenta con una superficie total de más de 2322 m². Tras el traslado del conservatorio a la zona de El Ejido el edificio quedó abandonado y en ruinas hasta que en 1975 fue adquirido por la Caja de Ahorros de Ronda (hoy Unicaja) para ser restaurado y abierto al público en 2009 como sala de música.
Del edificio, además de la sala de conciertos actual situada en la que fuera la nave central de la iglesia del convento, destaca el Salón de los Espejos y el Salón Mudéjar donde se han recuperado el artesonado de madera y las pinturas murales del techo de artistas del siglo XIX como Joaquín Martínez De La Vega, José Denis Belgrano o José Nogales. Durante los trabajos, se descubrieron en las paredes del salón de conciertos estucos del siglo XIX.

## Historia
El origen del antiguo conservatorio de música de Málaga fue un monasterio de la orden franciscana de San Luis el Real, fundado por los Reyes Católicos en 1489, construido a extramuros, cuya superficie en el siglo XVIII se extendía por el oeste hasta el cauce del río Guadalmedina, por el este hasta la calle Ollerías, por el norte hasta las calles Don Rodrigo y Los Cristos, y por el sur hasta la plaza de San Francisco. Un complejo conventual estructurado en torno a varios patios y con una extensa zona de huertas y jardines. Tras su desamortización, en 1836, tanto el inmueble como las huertas sufrieron una profunda transformación que conllevaría a la secularización, desmembramiento y parcelación de sus propiedades, conservándose solo algunos elementos del primitivo cenobio masculino, como una parte de la primera crujía, la capilla y la torre que queda embutida en añadidos posteriores.
La configuración actual del inmueble del antiguo conservatorio se corresponde con la etapa del antiguo Liceo, una sociedad cultural fundada en 1843 por iniciativa del alcalde Pedro Gómez Sancho, institución que llegó a tener una gran influencia en la vida política y cultural de la sociedad malagueña, el cual se ubicó en 1871 sobre los restos del antiguo edificio conventual. A principios del siglo XX, una vez extinguido el Liceo, se trasladó a este inmueble el Conservatorio de Música, denominado por el apoyo de la reina María Cristina, Real Conservatorio de Música «María Cristina».
La instalación del Liceo en el antiguo convento y en parte de la residencia de las Madres Reparadoras, hoy desaparecida, transformó definitivamente el inmueble, dotándolo de una importante decoración pictórica, destacando la del salón mudéjar, la del salón de los espejos y la del salón de conciertos. Decoración de estilo ecléctico y academicista debida a los pintores más representativos de su época, como José Denis Belgrano, Joaquín Martínez de la Vega o José Nogales Sevilla.
Tras la construcción en la plaza de El Ejido, en 1971, de una nueva sede para el Conservatorio de Música, el edificio fue ocupado por la comunidad religiosa de Hermanas Nazarenas. En 1975 fue adquirido por la Caja de Ahorros de Ronda que lo rehabilitó, mediante proyecto del arquitecto Enrique Atencia, para uso como sede cultural. Actualmente se denomina Sala María Cristina y es propiedad de la Fundación Obra Social Unicaja.

## Descripción

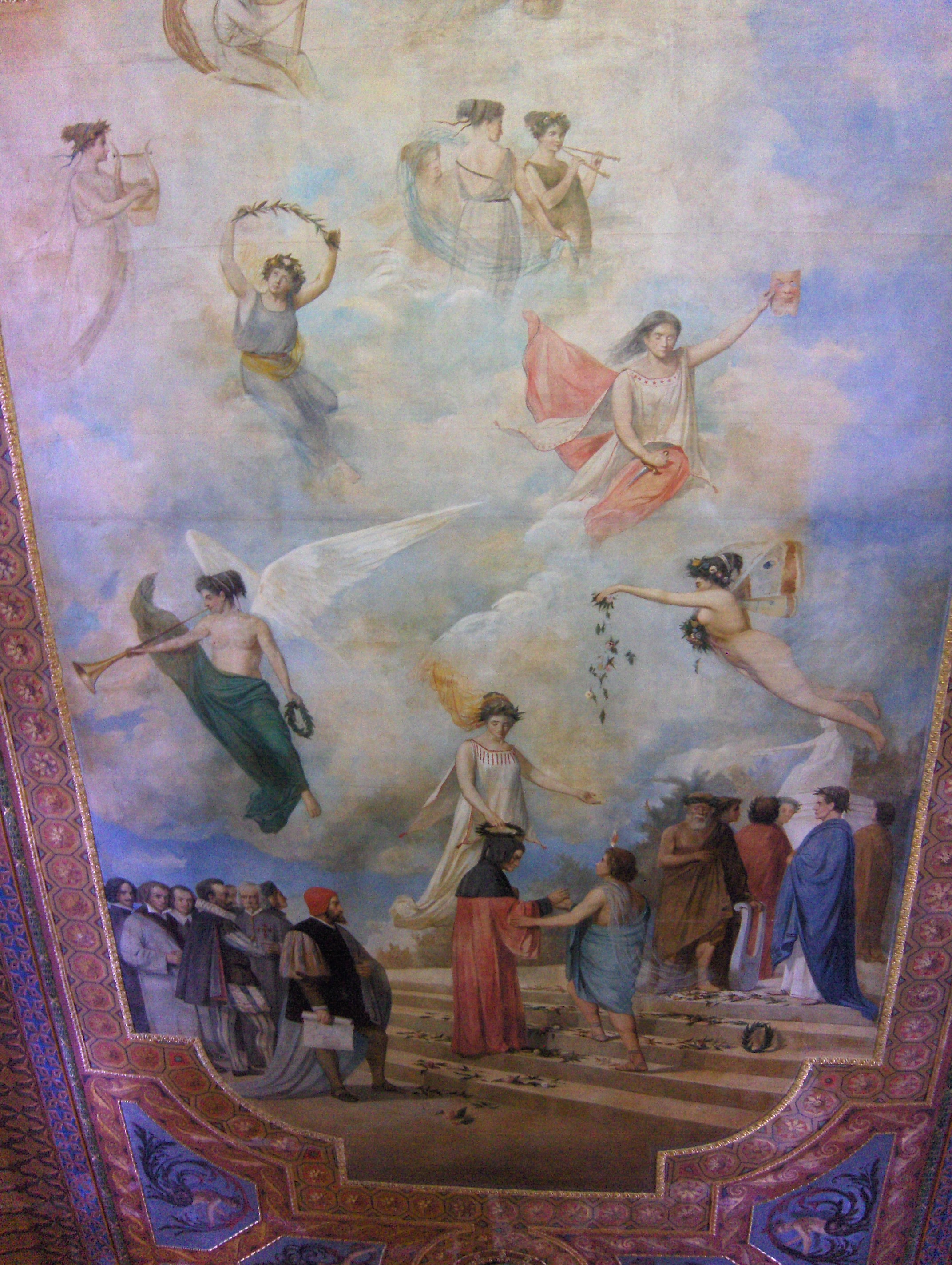
La coronación de Dante.

El antiguo Conservatorio de Música de Málaga se encuentra ubicado en la plaza de San Francisco, uno de los espacios fronterizos de la ciudad intramuros, plaza que ocupa parte de lo que fuera el compás y convento franciscano.
La fachada principal está precedida por un estrecho y alargado patio que funciona como compás. Se accede traspasando una reja de forja, procedente del palacio de Valdecañas, compuesta con elementos de estética neogótica y neorrenacentista. La portada, situada al otro extremo del patio, procede también del mencionado palacio y está realizada en mármol blanco, según el estilo barroco. Esta portada, muy depurada en sus formas ornamentales y similar a otras presentes en la ciudad, como la del palacio de Zea-Salvatierra o la del conde de Villalcázar, presenta vano adintelado flanqueado por pilastras toscanas cajeadas con retropilastras que sostienen un entablamento muy movido y un cuerpo de ático ligeramente volado.
En la primera crujía del inmueble aún pueden reconocerse los muros del primitivo convento y su antiguo torreón gótico-mudéjar, el cual fue restaurado en 1975 y se eleva sobre el salón de actos.
Tras el vestíbulo se encuentra el denominado «salón mudéjar», un amplio espacio cuadrangular, con ornamentación historicista y neomudéjar, cuyo magnífico techo artesonado está decorado alternativamente con tableros cuadrangulares en cuyo interior se inscriben octógonos y estrellas de ocho puntas, policromados en colores rojo y azul, junto a otros estrechos paneles donde se ubican las delgadas columnillas de fundición que sostienen la estructura. Las puertas que sirven de acceso al salón contienen decoración neomedieval de arcos apuntados. En el tercio inferior de la pared se dispone un zócalo de madera con decoración alterna de cruces rojas y azules inscritas en cuadrados, mientras que la mitad superior del muro se divide en grandes paneles bícromos en los que cuelgan pinturas sobre cristal con motivos figurativos de hombres y mujeres vestidos a la usanza medieval. El suelo es de baldosa hidráulica.
El espacio contiguo es el elegante y refinado «salón de los espejos» que ocupa el correspondiente al antiguo coro de la iglesia conventual. Es de planta cuadrangular y en sus paredes cuelgan espejos, de mediano y gran formato de estilo pseudorrococó, cuya decoración fue realizada por el pintor José Nogales Sevilla tras el terremoto de 1884. Son una serie de pinturas de carácter floral, sobre todo de rosas de gran efectismo, que ocultan los desperfectos producidos en los cristales. El techo se encuentra decorado con una gran pintura al óleo sobre lienzo, que representa la Alegoría de la Música, debida al pintor Javier Cappa.
Tras pasar por un arco sostenido por columnas, se accede al denominado «salón de conciertos», el más emblemático de todos, situado en lo que fuera la antigua capilla del edificio conventual. Los muros presentan un ambiente clásico, mediante la disposición de pilastras corintias que alternan con amplios paneles sin decorar y cuyo entablamento lo compone un friso corrido interceptado por ménsulas. El magnífico techo está dividido en tres partes: en la central se dispone la pintura con la escena de La Coronación de Dante del pintor Joaquín Martínez de la Vega y en las laterales, La Aurora, de Joaquín Martínez de la Vega, y El Tocado de Venus, de José Denis Belgrano.
A continuación se encuentra una serie de salas paralelas con usos auxiliares, como la sala de exposiciones de recuerdos románticos del Conservatorio, bar, aseos, etc. y tras estas dependencias, atravesando un pasillo, se accede al llamado «palco de luto», antiguo «salón del senado», con vista directa al pódium del salón principal.
Destacan las puertas de ingreso a las diferentes salas, todas con similares diseños, y la decoración del resto de las habitaciones, con la misma tónica general que el salón principal y con una unidad decorativa que refuerza el interés artístico del conjunto.